# アステック入江
株式会社アステック入江（アステックいりえ）は、福岡県北九州市八幡東区に本社を置く日本の企業である。
なお、日本国内に「アステック」の名称を冠する企業が複数あるが、それらとは全く関係がない。

## 概要
日本製鉄の協力会社。1910年（明治43年）2月、入江賢助が個人組織として入江組を創業、官営八幡製鐵所内で荷役運搬事業を開始。
その後、協力会社として事業を拡大、現在は製鉄業に関する事業を行なう「STEEL事業」（製鋼過程における各種処理、各種鋼管の加工・製造ならびに2次加工など）ならびに新規事業などを行なう「SPACE事業」（ファインセラミックス精密加工事業、環境・リサイクル事業、都市環境・メンテナンス関連事業など）の2つが事業の柱である。なかでも、SPACE事業におけるFM（ファインメタル）事業（鉄粉・塩化鉄製造販売）は、日本初の塩化鉄再生処理プロセス（廃液から純度の高い有価金属（ニッケル・銅）を分離・回収するとともに、塩化第一鉄・塩化第二鉄に再生）で、同事業の核となっている。

## 主な取引先
新日本製鐵、凸版印刷、大日本印刷、大和ハウス工業、日本ガイシ、東芝

## 事業所
- 本社 - 福岡県北九州市八幡東区西本町3丁目1番1号
- 八幡支店 - 福岡県北九州市戸畑区
- 大分支店 - 大分県大分市
- 光支店 - 山口県光市
- セラミックス事業所 - 大阪府堺市中区
- FM事業部八幡工場 - 福岡県北九州市戸畑区
- FM事業部広畑工場 - 兵庫県姫路市

## 沿革
- 1910年（明治43年）5月 - 個人組織により創業。
- 1957年（昭和32年）2月 - 法人設立（株式会社入江組）。
- 1960年（昭和35年）10月 - 入江興産株式会社に社名変更。
- 1992年（平成4年）8月 - 現社名に変更。
- 1995年（平成7年）10月 - リサイクル推進協議会より会長賞を受賞。
- 1996年（平成8年）3月 - 財団法人クリーン・ジャパンセンターより通産省環境立地局長賞受賞。

## 関連会社
- 株式会社エーアイ・スタッフ（人材派遣業、作業請負業）